# تصاویر دنیای کهن
تصاویر دنیای کهن (اسلواکی: Obrazy starého sveta) فیلمی مستند به کارگردانی دوشان هاناک محصول سال ۱۹۷۲ است. این فیلم که تا سال ۱۹۸۸ توقیف بود، از آثار برجستهٔ غیرداستانی سینمای چکسلواکی به‌شمار می‌رود.